# Szczurołap (rzeźba Richarda Adolfa Zutta)
Szczurołap (niem. Rattenfänger) – rzeźba szwajcarskiego rzeźbiarza Richarda Zutta z 1929 roku, znajdująca się w kolekcji Muzeum Miejskiego w Zabrzu.

## Historia

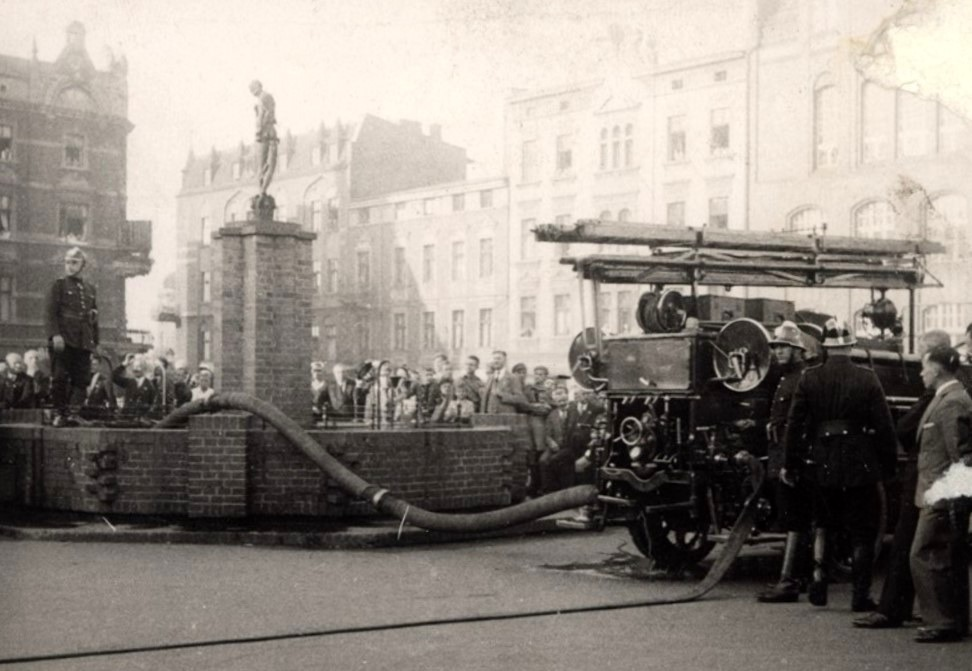
Szczurołap na Placu Targów Czwartkowych w Zabrzu przed 1939 r.

Richard Adolf Zutt wykonał posąg Szczurołapa z Hameln, według niemieckiej legendy wyprowadzającego szczury z miasta, w 1284 roku. Rzeźba zastąpiła stojącą na fontannie na Placu Targów Czwartkowych w Zabrzu ozdobną latarnię. Fontannę rozebrano w 1938 roku, gdyż przeszkadzała urządzającym nazistowskie manifestacje. Wówczas posąg trafił na bocznie usytuowany skwer. Około 1953 roku przewieziono go na teren Wojewódzkiego Parku Kultury i Wypoczynku (obecnie Park Śląski). Ustawiony został przy Dużym Stawie od strony kręgów tanecznych. W 1995 roku dzieło Zutta poddano renowacji w Gliwickich Zakładach Urządzeń Technicznych. Wykonano kopię rzeźby, którą ustawiono na niskim kamiennym postumencie na terenie Śląskiego Ogrodu Zoologicznego. Oryginał przekazany został do Muzeum Miejskiego w Zabrzu. Posąg oznaczono muzealnym numerem inwentarzowym: MZ/Sz/837.